# Gustaf Fredrik von Rosen (1803–1871)
Gustaf Fredrik von Rosen, född den 24 januari 1803 i Älgå socken, död den 19 augusti 1871 i Stockholm, var en svensk greve, militär och hovman. Han var son till Axel Pontus von Rosen samt far till Ebba, Axel, Conrad, August, Nils och Gustaf von Rosen.
von Rosen blev student vid Uppsala universitet 1816, kadett vid Krigsskolan på Karlberg 1817, utexaminerad 1819, underlöjtnant vid Göta artilleriregemente samma år, utexaminerad från Högre artilleriläroverket på Marieberg 1823, ordonnansofficer hos kungen 1826, löjtnant i armén 1827, vid regementet 1829, kapten i armén 1831, vid generalstaben samma år, kammarherre hos drottningen 1834, kapten vid regementet samma år, adjutant hos kungen 1836, major vid Bohusläns regemente 1837, överstelöjtnant i armén 1843, hovmarskalk hos änkedrottningen 1844, chef för Fjärde militärdistriktets stab samma år och chef för kronprinsens stab 1852. Han beviljades avsked från regementet med tillstånd att kvarstå i generalstaben och armén 1853, befordrades till överste i armén samma år, beviljades avsked från stabschefsbefattningen samt från krigstjänsten 1858 blev tjänstfri vid hovet 1860 och underkansler vid Kunglig Majestäts Orden 1861. von Rosen blev riddare av Svärdsorden 1839, kommendör av samma orden 1858 och kommendör med stora korset av Nordstjärneorden 1861. Han vilar på Norra begravningsplatsen utanför Stockholm.